# Muhen
Muhen (schweizertyska: Muè) är en ort och kommun i distriktet Aarau i kantonen Aargau, Schweiz. Kommunen har 4 112 invånare (2023).